# 项士孝
项士孝（1917年2月4日—1991年9月10日），又名项仕孝，安徽省黟县人。人体解剖学教授，神经解剖学家，医学教育家，武汉医学院郧阳分院（现湖北医药学院）首任副院长。

## 主要经历
1917年2月4日生于安徽省黟县，祖父是私塾先生，父亲从商。幼年时随祖父读书、绘画。早年就读于黟县 “横冈私立敬业小学”、休宁县“省立徽州中学”和上海市“市立吴淞初级中学”（现上海市吴淞中学）等学校。1936年起，先后就读于浙江省省立杭州高中（现浙江省杭州高级中学）和国立同济大学附属中学。
1939年考入西迁云南省昆明市的国立同济大学医学院，后随学院迁入四川李庄镇（宜宾市）。1945年毕业后留校任教人体解剖学， 1946年随同济大学医学院迁回上海继续执教。1947年参与重建中国解剖学会。
1948年-1951年赴瑞士巴塞尔大学医学院留学，师从著名神经解剖学家Eugen Ludwig教授。其研究在国际解剖学杂志《Acta Anatomica》上发表。1950年获巴塞尔大学医学院医学博士学位。
1951年回国到上海母校，任同济大学医学院解剖学副教授。兼任浙江大学医学院神经解剖学客座教授。
1951年，同济大学医学院和位于武汉市的武汉大学医学院合并，在武汉市组建中南同济医学院（后更名为武汉医学院、同济医科大学，现名华中科技大学同济医学院）。同年底随学院从上海迁到武汉，参与筹建中南同济医学院。
1951年－1965年，任中南同济医学院及武汉医学院解剖学副教授。组织胚胎学教研室主任，基础医学部副主任，教务处副教务长。1954年参与筹建中国解剖学会武汉分会（武汉解剖学会的前身）。其间兼任湖北医学院（现名武汉大学医学部）神经解剖学客座教授。
1965年12月，被委任为武汉医学院郧阳分院副院长（院长空缺），率队前往鄂西北郧县十堰市，创办这所新学院（后依次更名为同济医科大学郧阳医学院、郧阳医学院，现名湖北医药学院）。
1965年－1988年，任武汉医学院郧阳分院及同济医科大学郧阳医学院副院长。同时兼任基础医学部主任、人体解剖学和组织胚胎学教研室主任、人体解剖学教研室主任。任解剖学教授至1990年。
1983年－1987年，第六届全国人民代表大会代表。
1985年，组建中国民主同盟十堰市支部委员会，任民盟十堰市主任委员。
1991年9月10日，在十堰市去世， 享年74岁。

## 主要成就
医学教育 开拓办学：
项士孝一生从事神经解剖学、人体解剖学和组织胚胎学教学及研究工作，并为母校同济医学院的发展贡献了毕生精力。1939年在国难中随母校西迁求学，1945年毕业后留校任教， 1951年留学归来重回母校任教，之后随母校再次西迁到武汉支援内地的医学教育事业。
1965年12月，武汉医学院抽调54名教职员工，到鄂西北山区创建武汉医学院郧阳分院。委任项士孝为武汉医学院郧阳分院副院长。在正院长一直空缺的情况下，带领53名教职员工及其家眷，第三次西迁，在湖北省偏远山区郧县，白手起家，艰苦创业，开展建院工作，一年后迁至十堰市继续建院。这就是后来的同济医科大学郧阳医学院及郧阳医学院、发展到现在的湖北医药学院（2010年）。项士孝是鄂西北山区高等医学教育的奠基人。

## 其他任职
中国解剖学会武汉分会理事兼秘书
郧阳地区教育咨询委员会负责人
中国“野人”考察研究会主席团成员和鄂西北分会理事长

## 家庭生活
早年在安徽黟县结婚。妻子吴春娇从安徽黟县随夫一路迁移到上海、再赴湖北武汉、最后落脚于郧阳十堰，二人同甘共苦、历经风雨，度过了平凡和恩爱的一生。1989年，在首届全国金婚佳侣评选活动中，项士孝夫妇获得全国“金婚佳侣”荣誉奖。